# The S.A.T.
The S.A.T. (Spanish Announce Team) fue un equipo profesional de lucha libre, principalmente visto en promociones independientes que consistían en los hermanos José Máximo (Kelvin Ramírez, nacido el 13 de octubre de 1983) y Joel Máximo (Julio Ramírez, 28 de noviembre de 1979), ambos nacidos en Brooklyn , Nueva York. Al equipo se le unía ocasionalmente su primo; Amazing Red (Jonathan Figueroa).

## Carrera
Originalmente los hermanos, que fueron entrenados por Mikey Whipwreck y Mike Awesome. Lucharon bajo el nombre de Los Maximos, y también compitieron como Six Point Four en Fighting World of Japan Pro Wrestling. The S.A.T. y Amazing Red lucharon para Combat Zone Wrestling (CZW) y Ring of Honor (ROH) durante los primeros dos años de la compañía, además de ser parte de Total Nonstop Action Wrestling (TNA), durante los primeros años de la promoción.
Los hermanos, bajo el nombre de The S.A.T., hicieron algunas apariciones en los shows de WWE Velocity, en combates de exhibición contra los Basham Brothers y The Big Show. Además, aparecieron brevemente en un comercial para el WWE King of the Ring 2002
En julio de 2010, José decidió retirarse de la lucha libre y fue reemplazado en The S.A.T. por Wil Máximo (Wilson Ramírez, nacido el 29 de diciembre de 1987).
El 3 de marzo de 2011, Chikara anunció que Los Maximos (Joel y Wil) se unirían con Amazing Red para el torneo King of Trios de 2011, que comenzaría el 15 de abril. El equipo fue eliminado del torneo en la primera ronda por Jigsaw , Manami Toyota y Mike Quackenbush.
El 7 de enero de 2012, los Máximos vencieron a Los Fugitivos de la Calle (Niche & Linx) para ganar el Campeonato Mundial de Parejas WWC.

## Campeonatos y logros

### Joel Máximo y José Máximo
- East Coast Wrestling Association
  - ECWA Tag Team Championship (1 vez)
- Impact Championship Wrestling
  - ICW Tag Team Championship (1 vez)
- Jersey All Pro Wrestling
  - JAPW Tag Team Championship (1 vez)
- Midwest Championship Wrestling
  - MCW Tag Team Championship (1 vez)
- NWA Cyberspace
  - NWA Cyberspace Tag Team Championship (1 vez; final)
- NWA Midwest
  - NWA Midwest Tag Team Championship (1 vez)
- New Era Pro Wrestling
  - NEPW United States Tag Team Championship (1 vez)
- Premier Wrestling Federation
  - PWF Universal Tag Team Championship (2 veces)
- Pro Wrestling Unplugged
  - PWU Tag Team Championship (3 veces)
- Ultimate Wrestling Federation
  - UWF Tag Team Championship (1 vez)
- USA Pro Wrestling
  - USA Pro Tag Team Championship (3 veces)

### Joel Máximo y Wil Máximo
- Impact Championship Wrestling
  - ICW Tag Team Championship (1 vez)
- World Wrestling Council
  - WWC World Tag Team Championship (1 vez)